# Тарханкутский полуостров
Тарханку́тский полуо́стров (Тарханку́т; укр. Тарханкутський півострів, крымскотат. Tarhan Qut yarımadası, Тархан Къут ярымадасы) — полуостров, составляющий западную оконечность Крыма, омываемый Чёрным морем (с севера — Каркинитским заливом).
Названия полуострова обычно объясняют происхождением от Тархан кут, где крымскотат. Тархан — территория, место, освобождённое от налогов (в XV—XVIII веках земли западного Крыма освобождались от податей, что подтверждалось «тарханными грамотами»), а укр. кут — угол.

## География
Крайняя западная оконечность полуострова — мыс Прибойный (до 1953 года носил татарское название Карамрун — «Черный мыс»), являющийся самой западной точкой Крымского полуострова. Также на юго-западе Тарханкутского полуострова расположен мыс Тарханкут.
Рельеф Тарханкута возвышенный, большую часть занимает Тарханкутская возвышенность (увал Меловой, 179 м), сложенная известняками. Развита Равнинно-Крымская карстовая область (пещеры Тарханкутская и др.).
Наинизшая точка — урез воды озёр (например, Ярылгач) −0,4 м.
Берега в основном абразионные (обрывистые), но имеются и аккумулятивные (песчаные пляжи).
Постоянные реки отсутствуют, есть временные водотоки — сухоречья многочисленных балок. В приустьевых участках балок расположены озёра (крупнейшее по площади — Донузлав), отделённые от моря невысокими пересыпями. Пересыпи озёр Донузлав и Панское были разрыты, превратив озёро в техногенный залив.
Растительность степная, ковыльно-типчаковая, злаковая, разнотравная, в балках встречаются кустарниковые заросли. Большие площади заняты сельскохозяйственными угодьями, в том числе садами, виноградниками и пастбищами.
Для охраны природы были созданы природный парк Тарханкутский (Прекрасная гавань), ландшафтно-рекреационные парки Донузлав и Атлеш, урочище Балка Большой Кастель, заказники Джангульское оползневое побережье, Участок степи на Тарханкутском полуострове, Прибрежный аквальный комплекс у мыса Атлеш, Прибрежный аквальный комплекс у Джангульского оползневого побережья.

## Фауна и флора, история изучения
В конце 1850-х годов полуостров посетил зоолог профессор К. Ф. Кесслер, в 1914 году А. А. Браунер. Природа полуострова очень интересна: в балках и по береговым обрывам сохранились кустарники, характерные для крымских предгорий, остались участки целины, отдельные парковые рощи дикой груши. В 1925 году ботаник С. А. Дзевановский нашел на Тарханкуте редкий вид морской капусты (Crambe koktebelica), на тот момент известный только в окрестностях Коктебеля, Анапы и Новороссийска. А. А. Браунер нашёл здесь на гнездовье редкого на Чёрном море хохлатого баклана. Старожилы утверждали, что на полуострове ещё водился слепыш (Spalax), ныне отсутствующие в Крыму. В 1931 году по поручению Крымской плановой комиссии рыбные ресурсы акватории изучал И. И. Пузанов.

## Население
Тарханкут — наименее заселённая часть Крыма. Основные населённые пункты — посёлок городского типа Черноморское, сёла Красносельское, Оленевка, Окунёвка, Марьино, Межводное и др.

## Достопримечательности
На территории Тарханкутского полуострова имеются остатки древнегреческих поселений, крупнейшее из которых — древнегреческий полис Калос-Лимен, скифские могильники. На мысе Тарханкут расположен старинный маяк высотой 42 м, сооружённый из белого инкерманского известняка в 1816 году. Известный памятник природы — Джангульское оползневое побережье с многочисленными причудливыми скалами, обвалами и осыпями, расположенное близ села Оле́невка.
Побережье полуострова пользуется известностью у туристов; обрывистые берега западного Тарханкута популярны у любителей дайвинга.